# Filon din Bizanț
Philon din Bizanț (în greacă: Φίλων ὁ Βυζάντιος, Philōn ho Byzantios, ca. 280 î.Hr – ca. 220 î.Hr.) a fost un mecanic grec, cunoscut pentru scrierile sale în care descrie diverse dispozitive și probleme de matematică.
A fost conducătorul școlii de mecanică din Alexandria și a contribuit la dezvoltarea mecanicii aplicate.
Este autorul lucrării Mechanike syntaxis ("Compendiu de mecanică"), compusă din nouă volume:
- Isagoge (εἰσαγωγή) - o introducere în matematică;
- Mochlica (μοχλικά) - chestiuni generale asupra mecanicii;
- Limenopoeica (λιμενοποιικά) - privind construcția porturilor maritime;
- Belopoeica (βελοποιικά) - despre artilerie;
- Pneumatica (πνευματικά) - dispozitive hidraulice sau pneumatice;
- Automatopoeica (αὐτοματοποιητικά) - dispozitive mecanice;
- Parasceuastica (παρασκευαστικά) - pregătirea asediului;
- Poliorcetica (πολιορκητικά) - măiestria unui asediu;
- Peri Epistolon (περὶ ἐπιστολῶν) - despre scrisori secrete.

În domeniul matematicii, a abordat problema duplicării cubului după o metodă specială, diferită de cea a lui Archytas, Eudoxus, Menechmos, Diocles și alții.